# Seehasen
Die Seehasen (Cyclopteridae) oder Lumpfische (engl. lump „Klumpen“) sind eine Familie der Groppenverwandten (Cottales) und leben in gemäßigten, kalten und arktischen Bereichen von Atlantik und Pazifik.
Der wissenschaftliche Name der Familie setzt sich aus den griechischen Wörtern κύκλος kyklos für „Kreis“ sowie πτέρυξ pteryx für „Flosse“ zusammen und bezieht sich auf die kreisförmigen Brustflossen der meisten Arten der Seehasen.

## Merkmale
Seehasen werden zwei bis 60 Zentimeter lang. Ihr Körper ist plump und wirkt ballonfömig aufgeblasen. Die dicke Haut ist unbeschuppt, aber mit Tuberkeln und knöchernen Dornen versehen, die in Längsreihen angeordnet sind. Die Bauchflossen sind zu einer Saugscheibe umgebildet, mit der sich die Fische an Felsen, Treibholz oder Tangen festhalten können. Seehasen haben zwei getrennte Rückenflossen, die erste ist aber nur bei Jungfischen deutlich ausgebildet, bei ausgewachsenen Fischen ist von ihr nur noch eine Höckerreihe übrig. Mundöffnung und Kiemenöffnungen sind klein, eine Schwimmblase ist nicht vorhanden.
Flossenformel: Dorsale IV–VIII/8–13, Anale 7–13.

## Systematik
Es gibt 3 Unterfamilien, 5 Gattungen und etwa 30 Arten.
- Unterfamilie Cyclopterinae
  - Gattung Cyclopterus

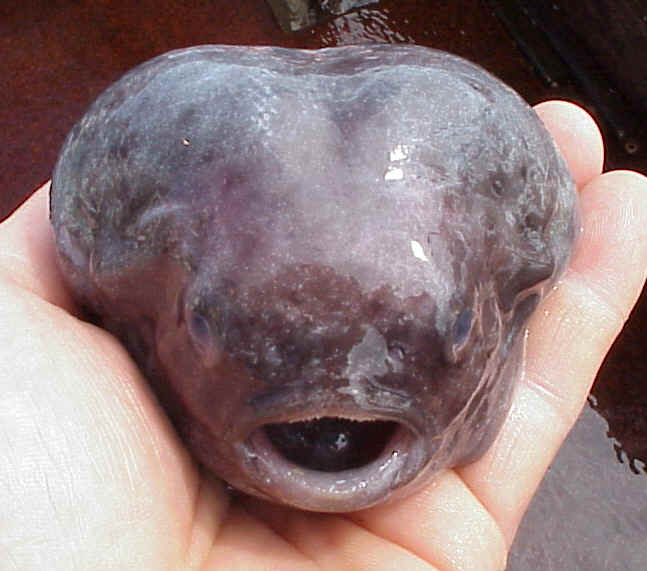
Aptocyclus ventricosus

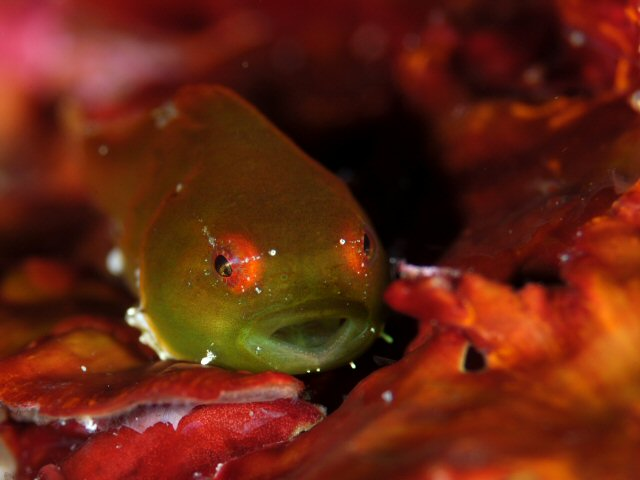
Eumicrotremus awae

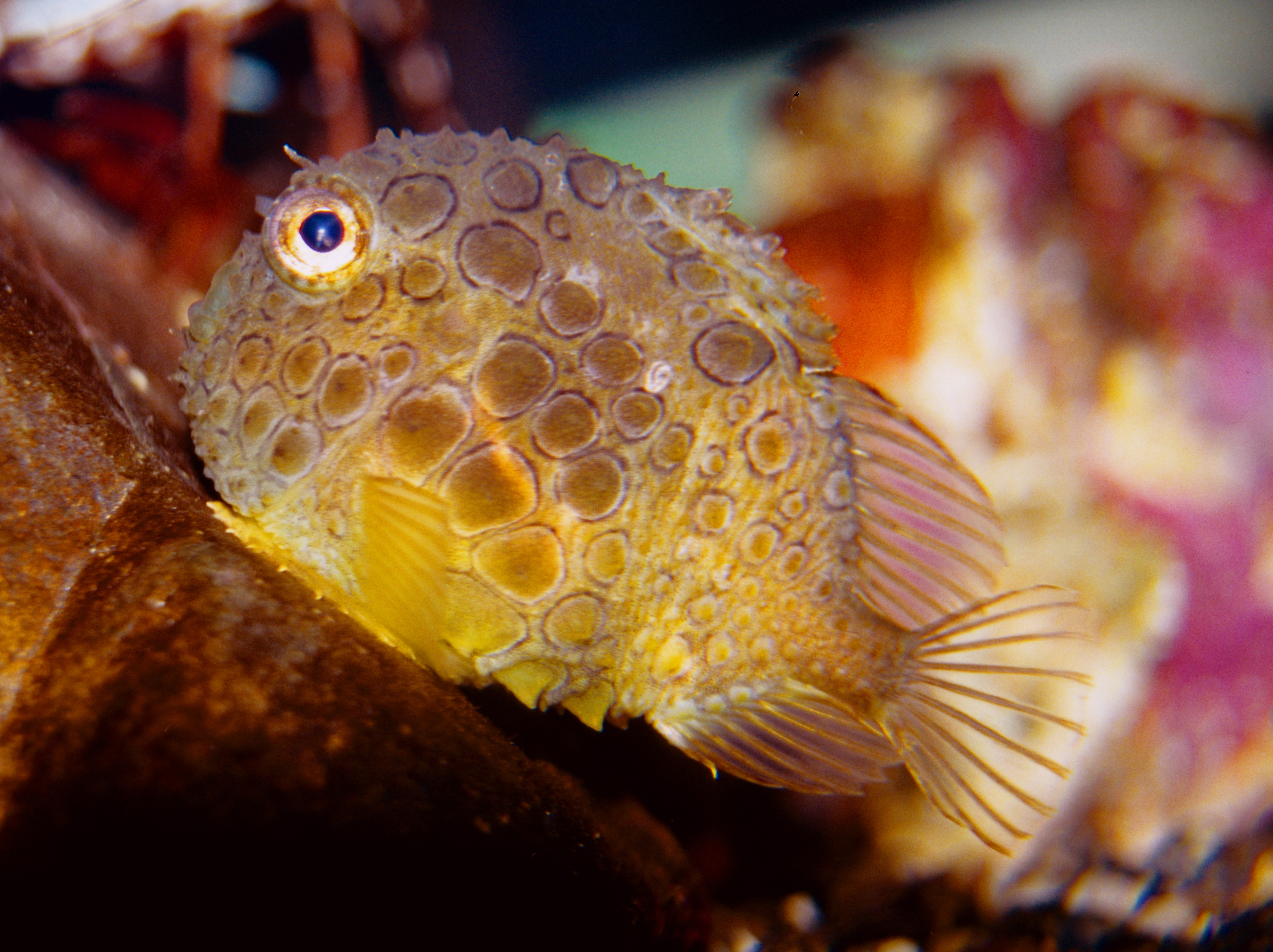
Eumicrotremus orbis

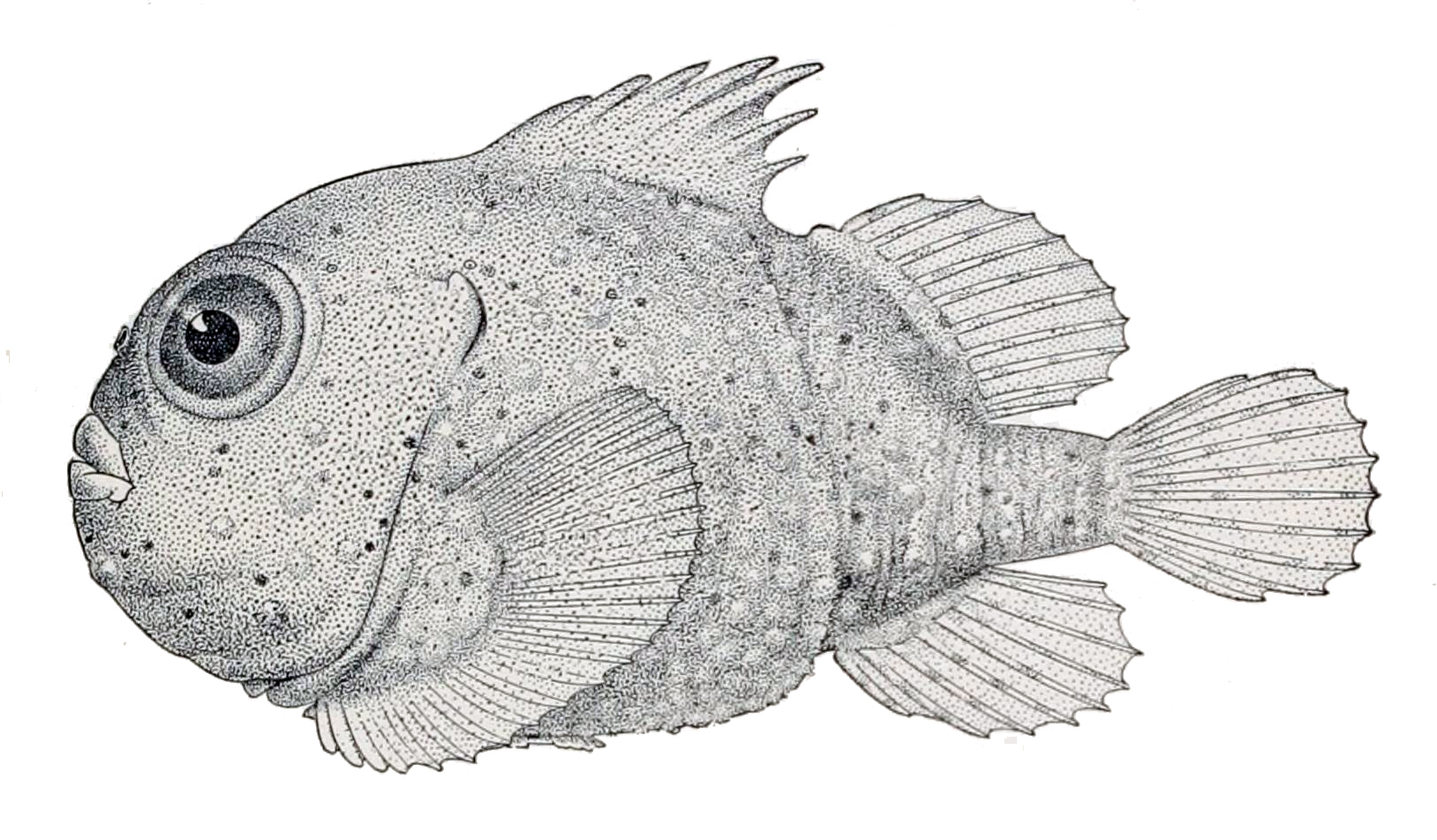
Eumicrotremus phrynoides

    - Seehase (Cyclopterus lumpus) Linnaeus, 1758
- Unterfamilie Liparopsinae
  - Gattung Aptocyclus
    - Aptocyclus ventricosus Pallas, 1769
- Unterfamilie Eumicrotreminae  Oku et al., 2017
  - Gattung Cyclopsis
    - Cyclopsis tentacularis Popov, 1930

  - Gattung Eumicrotremus Gill, 1862
    - Eumicrotremus andriashevi Perminov, 1936
    - Eumicrotremus asperrimus Tanaka, 1912
    - Eumicrotremus awae (Jordan & Snyder, 1902)
    - Eumicrotremus barbatus (Lindberg & Legeza, 1955)
    - Eumicrotremus bergi (Popov, 1929); möglicherweise ein Synonym von Eumicrotremus asperrimus (die jungen Männchen)[2]
    - Eumicrotremus brashnikowi (Schmidt, 1904)
    - Eumicrotremus derjugini Popov, 1926
    - Eumicrotremus eggvinii Koefoed, 1956
    - Eumicrotremus fedorovi (Mandrytsa, 1991)
    - Eumicrotremus gyrinops Garman, 1892
    - Eumicrotremus inarmatus (Mednikov & Prokhorov, 1956)
    - Eumicrotremus jindoensis Lee et al., 2017
    - Eumicrotremus jordani (Soldatov, 1929)
    - Eumicrotremus mcalpini (Fowler, 1914)
    - Eumicrotremus multituberculatus Voskoboinikova, 2018
    - Eumicrotremus orbis Günther, 1861
    - Eumicrotremus popovi (Soldatov, 1929)
    - Eumicrotremus pacificus Schmidt, 1904
    - Eumicrotremus schmidti Lindberg & Legeza, 1955
    - Eumicrotremus spinosus Fabricius, 1776
    - Eumicrotremus taranetzi Perminov, 1936
    - Eumicrotremus tartaricus Lindberg & Legeza, 1955
    - Eumicrotremus terraenovae Myers & Böhlke, 1950
    - Eumicrotremus tokranovi (Voskoboinikova, 2015)
    - Eumicrotremus uenoi Lee et al., 2017

  - Gattung Proeumicrotremus Voskoboinikova & Orlov, 2021[3]
    - Proeumicrotremus soldatovi (Popov, 1930)

## Nutzung

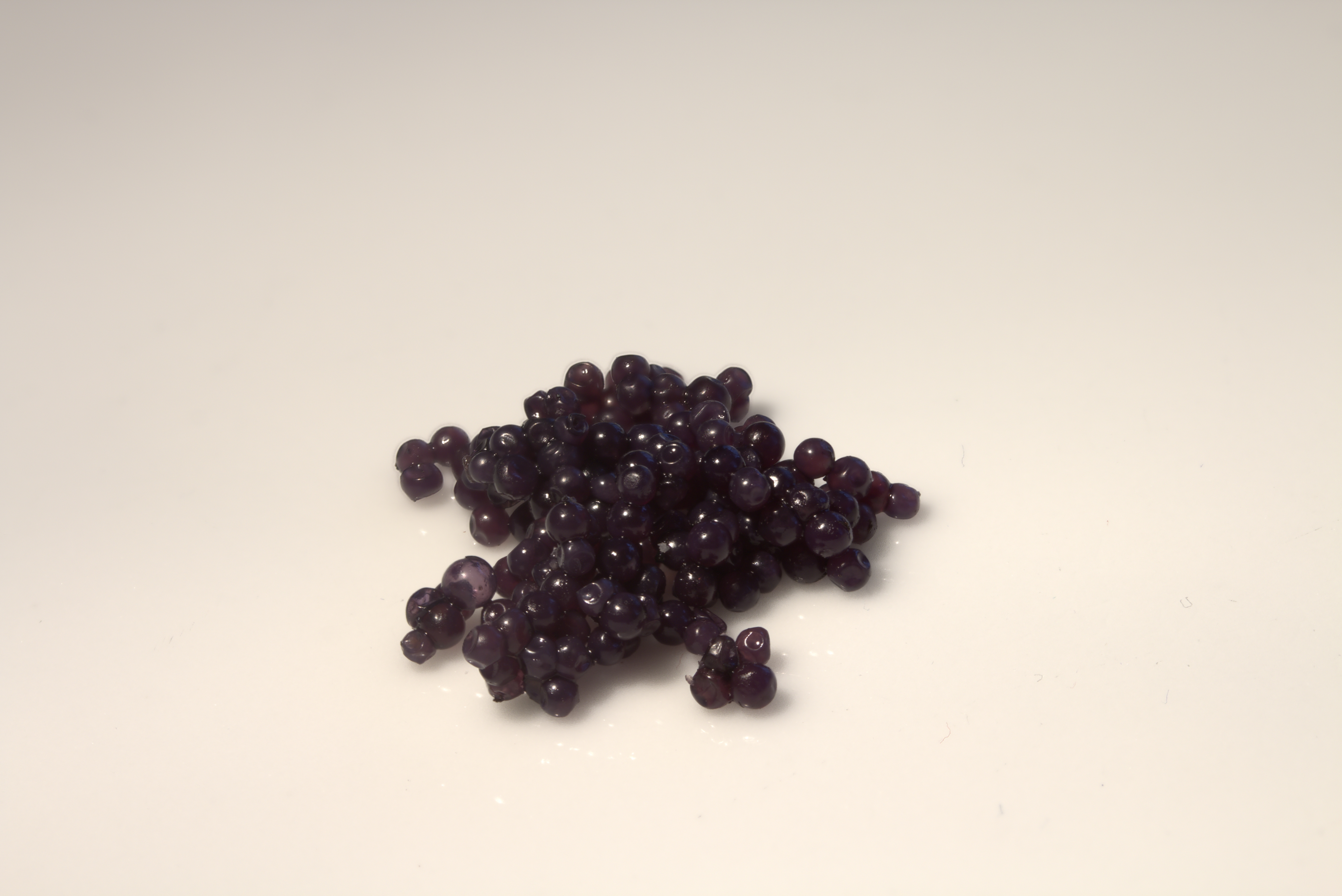
Kaviar des Seehasen

Die Eier des Seehasen (Cyclopterus lumpus), der an den Küsten des Nordatlantiks lebt, sind als Kaviarersatz, „Deutscher Kaviar“ oder „Kaviar des Nordens“ im Handel erhältlich. Sie haben einen hohen Gehalt an Omega-3-Fettsäuren, Jod, Kalium und Selen.